# Oh Seung-lip
Oh Seung-lip, kor. 오 승립 (ur. 6 października 1946) – koreański judoka, srebrny medalista olimpijski z Monachium.
Reprezentował Koreę Południową. Zawody w 1972 były jego jedynymi igrzyskami olimpijskimi. Zajął drugie miejsce w wadze do 80 kilogramów, w finale pokonał go Japończyk Shinobu Sekine. Był brązowym medalistą mistrzostw świata w kategorii do 80 kg w 1969 i srebrnym uniwersjady w 1967.